# Hang On Sloopy
Hang On Sloopy ist ein Popsong aus dem Jahr 1964, der sowohl in der Fassung der McCoys als auch vom Ramsey Lewis Trio zum Millionenseller wurde.

## Entstehung
Komponisten sind der Produzent und Songautor Bert Berns (unter dem Pseudonym Bert Russell) und Wes Farrell. Beide waren erfahrene Autoren; alleine für Bert Berns sind bei BMI 232 Songs registriert. Sloopy war der Bühnenname der Jazzsängerin Dorothy Sloop (1913–1998), der die Autoren bei ihrer Komposition inspirierte. Die Rhythm-&-Blues-Gruppe The Vibrations nahm den Song mit dem Originaltitel My Girl Sloopy am 7. Januar 1964 als ihre zweite Single bei Atlantic Records auf. Das Stück handelt von der sozialen Schichtung; das geliebte Mädchen wohnt in einem sehr schlechten Teil der Stadt, wo sie jeder niederzumachen versucht. Der Song mit einem harmonischen Ostinato (|: D, G, A, G :|) wurde unter seinem Originaltitel My Girl Sloopy / Daddy Woo-Woo im März 1964 (Atlantic Records #2221) veröffentlicht und erreichte Platz 26 der Rhythm-&-Blues-Charts.

## Erste Coverversion

McCoys – Hang On Sloopy

Die weißen Strangeloves sollten hiervon für das von Bert Berns gerade gegründete Plattenlabel Bang! Records eine Cover-Version aufnehmen, lehnten den Song aber ab, nachdem die Musikspur hierfür bereits fertiggestellt war. Denn zur gleichen Zeit waren die Strangeloves mit I Want Candy für Bang! Records bereits in der Hitparade vertreten. Anstatt dessen entschied sich Berns für eine Gruppe mit Beatles-Haarschnitt, weil er dieser mehr Hitpotenzial zutraute. Die Strangeloves traten mit einer derartigen Band auf, die sich Rick & The Raiders nannte. Über die vorhandene Musikspur legten die Produzenten neben den Stimmen der McCoys – verstärkt um den Sessionsänger Ron Dante – in den New Yorker Bell Sound Recording Studios lediglich noch Rick Derringers Gitarre.
Im Juli 1965 wurde die Version der McCoys unter dem Titel Hang On Sloopy (Bang #506) veröffentlicht und erschien am 14. August 1965 in den Pop-Charts. Am 2. Oktober 1965 erreichte die Platte schließlich für eine Woche die Top-Position der US-Hitparade, wurde in den USA über eine Million Mal verkauft und erhielt einen BMI-Award. Noch im November 1965 legte Bang! Records eine LP mit dem Titel Hang On Sloopy nach, auf der bereits die Nachfolgesingle Fever der McCoys enthalten war. Einschließlich aller Coverversionen wird der weltweite Umsatz von Hang On Sloopy auf etwa 10 Millionen Platten geschätzt.

## Weitere Coverversionen
Das nächste Cover als Single stammt von dem jazz-beeinflussten Ramsey Lewis Trio, dessen Instrumentalversion mit Live-Charakter im November 1965 bis zur Platz 11 der Hitparade vordrang und ebenfalls eine Million Mal verkauft wurde. Mit ihrem Remake aus dem Jahre 1973 gewann das Trio 1974 einen Grammy Award als „Best R&B Instrumental Performance“.
Auf LPs ist Hang On Sloopy vertreten insbesondere durch Little Caesar and the Consuls (Kanada, 1965), die Supremes (LP The Supremes a Go Go; August 1966), die Kingsmen (LP 15 Great Hits; August 1966), die Yardbirds (LP For Your Love; Juli 1965) oder Jan & Dean (LP Folk ’n Roll; Januar 1966). Die Kölschrock-Band BAP veröffentlichte 1979 eine Version des Stücks auf ihrem Album Wolfgang Niedecken’s BAP rockt andere kölsche Leeder, und die Gruppe Die Toten Hosen coverte das Lied im Jahr 2000. Bisher sind 111 Coverversionen registriert. 1985 wurde er zum offiziellen Rocksong des Staates Ohio und dessen Universität – der Ohio State University – erklärt.
1968 spielte Van Morrison im Rahmen seiner Auseinandersetzung mit Berns' Witwe Ilene eine Parodie des Stückes für The Revenge Album 67 ein.